# Cantoanele Elveției

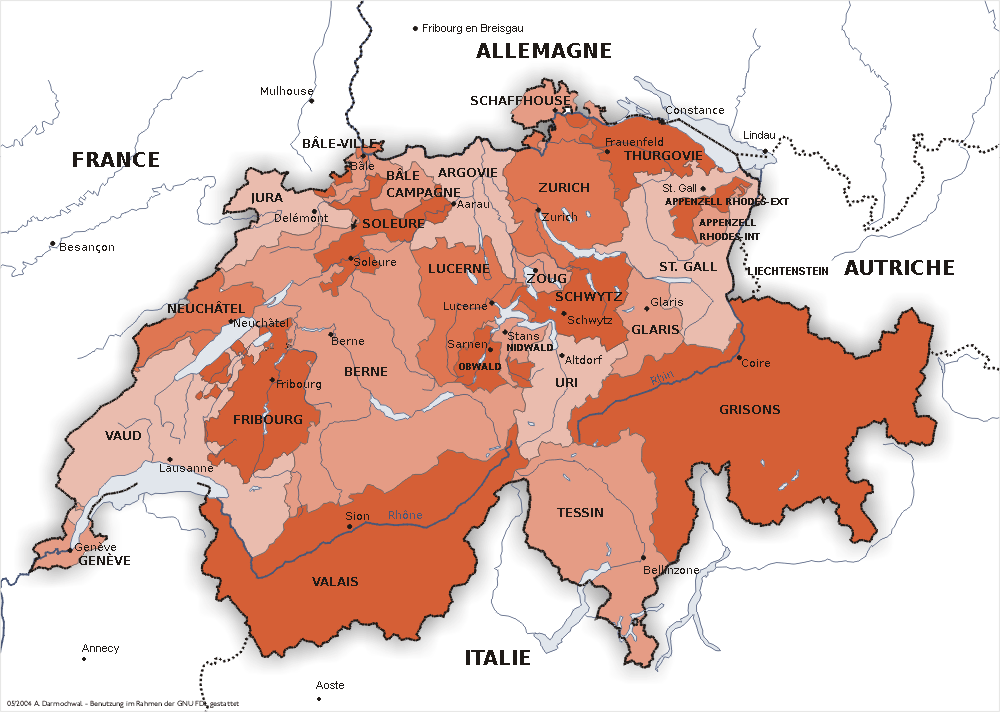
Cantoanele Elveției

Cele 26 de cantoane și semicantoane elvețiene sunt statele Confederației Elvețiene. Fiecare canton are propria sa constituție, legislatură, guvern și propriile sale curți.
Există 23 de cantoane, însă trei dintre ele (Basel, Appenzell și Unterwald) sunt compuse din câte două semicantoane, fie datorită faptului că cele două comunități au fost separate în istorie (Unterwald), fie datorită războaielor religioase (cele două Basel și Appenzell).
| Abr | Canton                           | Aderare la confederație din anul | Capitală     | Populație1 | Suprafață [km²] | Densitate [loc./km²] | Număr de comune1 | Limbi oficiale                          |
| --- | -------------------------------- | -------------------------------- | ------------ | ---------- | --------------- | -------------------- | ---------------- | --------------------------------------- |
| ZH  | Zürich                           | 1351                             | Zürich       | 1.228.600  | 1.729           | 701                  | 171              | germană                                 |
| BE  | Berna                            | 1353                             | Berna        | 947.100    | 5.959           | 158                  | 399              | germană, franceză                       |
| LU  | Lucerna                          | 1332                             | Lucerna      | 350.600    | 1.493           | 233                  | 107              | germană                                 |
| UR  | Uri                              | 1291                             | Altdorf      | 35.000     | 1.077           | 33                   | 20               | germană                                 |
| SZ  | Schwyz                           | 1291                             | Schwyz       | 131.400    | 908             | 143                  | 30               | germană                                 |
| OW  | Obwald                           | 1291                             | Sarnen       | 32.700     | 491             | 66                   | 7                | germană                                 |
| NW  | Nidwald                          | 1291                             | Stans        | 38.600     | 276             | 138                  | 11               | germană                                 |
| GL  | Glarus                           | 1352                             | Glarus       | 38.300     | 685             | 51                   | 28               | germană                                 |
| ZG  | Zug                              | 1352                             | Zug          | 100.900    | 239             | 416                  | 11               | germană                                 |
| FR  | Fribourg / Freiburg              | 1481                             | Fribourg     | 239.100    | 1.671           | 141                  | 242              | franceză, germană                       |
| SO  | Solothurn                        | 1481                             | Solothurn    | 245.500    | 791             | 308                  | 126              | germană                                 |
| BS  | Basel-Stadt                      | 1501                             | Basel        | 186.700    | 37              | 5.072                | 3                | germană                                 |
| BL  | Basel-Landschaft                 | 1501                             | Liestal      | 261.400    | 518             | 502                  | 86               | germană                                 |
| SH  | Schaffhausen                     | 1501                             | Schaffhausen | 73.400     | 298             | 246                  | 34               | germană                                 |
| AR  | Appenzell Ausserrhoden           | 1513                             | Herisau2     | 53.200     | 243             | 220                  | 20               | germană                                 |
| AI  | Appenzell Innerrhoden            | 1513                             | Appenzell    | 15.000     | 173             | 87                   | 6                | germană                                 |
| SG  | St. Gallen                       | 1803                             | St. Gallen   | 452.600    | 2.026           | 222                  | 90               | germană                                 |
| GR  | Graubünden / Grischun / Grigioni | 1803                             | Chur         | 185.700    | 7.105           | 26                   | 211              | germană, retoromană, italiană           |
| AG  | Aargau                           | 1803                             | Aarau        | 550.900    | 1.404           | 388                  | 232              | germană                                 |
| TG  | Thurgau                          | 1803                             | Frauenfeld   | 228.200    | 991             | 229                  | 80               | germană                                 |
| TI  | Ticino                           | 1803                             | Bellinzona   | 311.900    | 2.812           | 110                  | 244              | italiană                                |
| VD  | Vaud                             | 1803                             | Lausanne     | 626.200    | 3.212           | 188                  | 382              | franceză                                |
| VS  | Valais / Wallis                  | 1815                             | Sion         | 278.200    | 5.224           | 53                   | 160              | franceză, germană                       |
| NE  | Neuchâtel                        | 1815                             | Neuchâtel    | 166.500    | 803             | 206                  | 62               | franceză                                |
| GE  | Geneva                           | 1815                             | Geneva       | 414.300    | 282             | 1.442                | 44               | franceză                                |
| JU  | Jura                             | 1979                             | Delémont     | 69.100     | 838             | 82                   | 83               | franceză                                |
| CH  | Elveția                          |                                  | Berna        | 7.261.200  | 41.285          | 174                  | 2.889            | germană, franceză, italiană, retoromană |

## Evoluție
Cele trei cantoane inițiale :
- 1291 - Uri, Schwyz, Unterwald (separat în două semicantoane: Obwald și Nidwald).

Confederația din 8 :
- 1335 - Lucerna
- 1351 - Zürich
- 1352 - Zug, Glarus
- 1353 - Berna

Confederația din 13 :
- 1484 - Fribourg, Solothurn
- 1501 - Cantonul Basel (separat în Cantonul Basel-Stadt și Cantonul Basel-Landschaft), Schaffhausen
- 1513 - Appenzell

Republica elvețiană :
- 1803 - St. Gallen, Aargau, Thurgau, Ticino, Vaud

Elveția :
- 1815 - Graubünden, Valais, Neuchâtel, Geneva
- 1979 - Jura